# Miss Tunisie

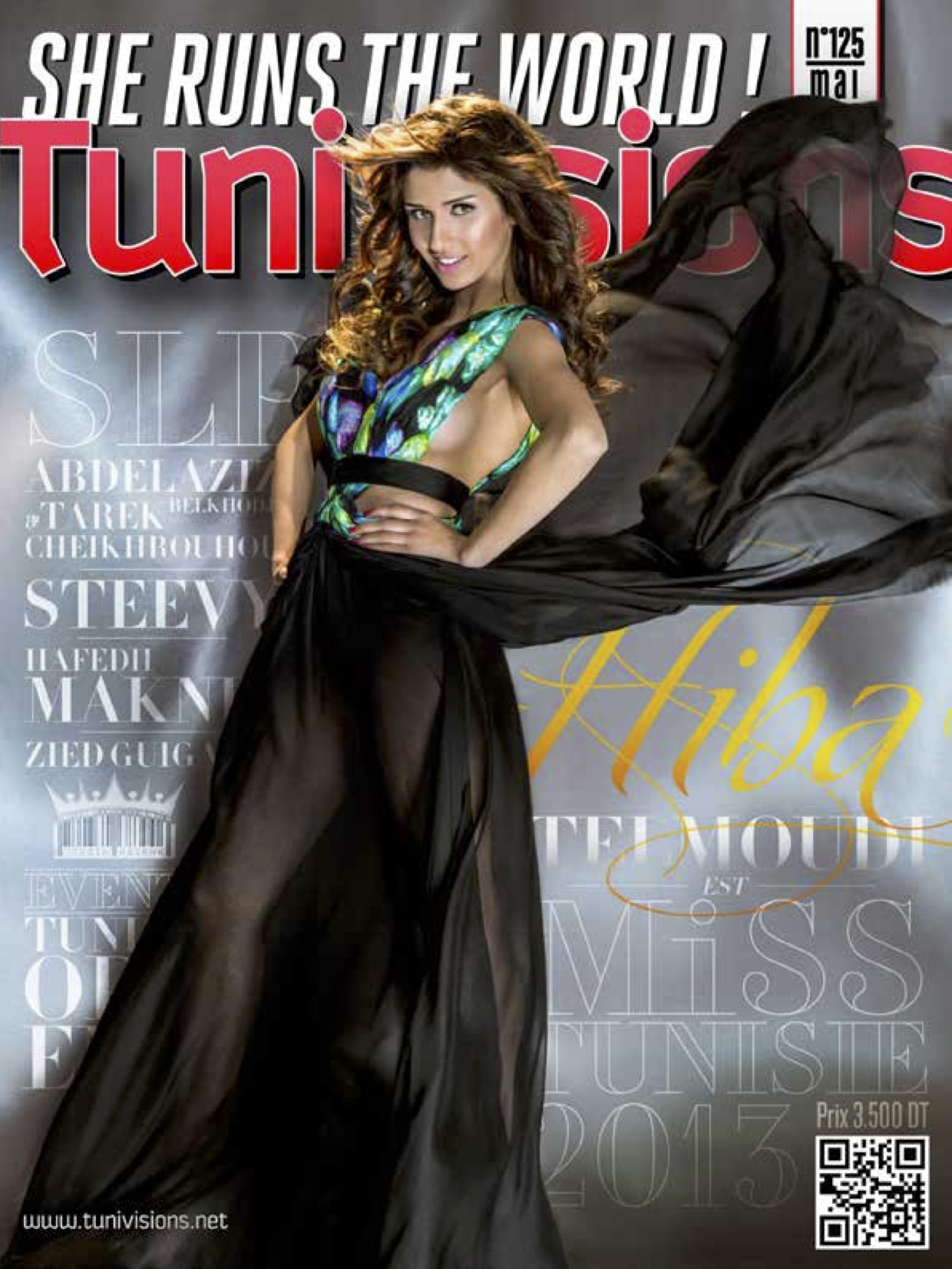
Hiba Telmoudi, Miss Tunisie 2013, en couverture de Tunivisions, en mai 2013.

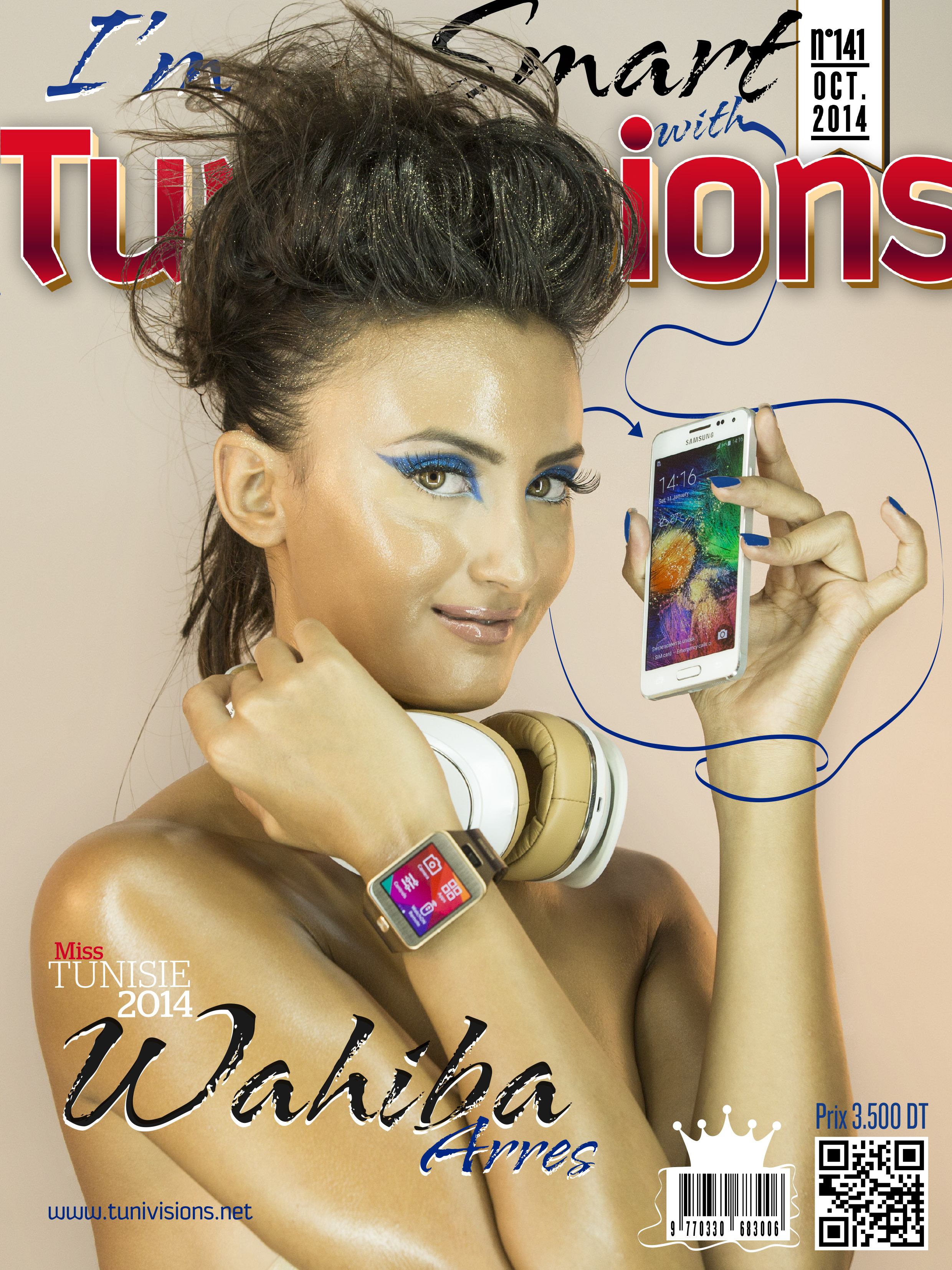
Wahiba Arres, Miss Tunisie 2014, en couverture de Tunivisions, en octobre 2014.

Miss Tunisie est un concours de beauté féminine destiné aux jeunes femmes de Tunisie.

## Liste
| Année     | Nom                    | Gouvernorat représenté | Commentaire(s)                                         |
| --------- | ---------------------- | ---------------------- | ------------------------------------------------------ |
| 1956      | Pascaline Agnès        |                        | Représente la Tunisie lors du concours Miss Monde 1956 |
| 1957      | Jacqueline Tapia       |                        |                                                        |
| 1958      |                        |                        |                                                        |
| 1959      |                        |                        |                                                        |
| 1960      |                        |                        |                                                        |
| 1961      |                        |                        |                                                        |
| 1962      |                        |                        |                                                        |
| 1963      |                        |                        |                                                        |
| 1964      |                        |                        |                                                        |
| 1965      |                        |                        |                                                        |
| 1966      |                        |                        |                                                        |
| 1967      |                        |                        |                                                        |
| 1968      |                        |                        |                                                        |
| 1969      |                        |                        |                                                        |
| 1970      |                        |                        |                                                        |
| 1971      |                        |                        |                                                        |
| 1972      |                        |                        |                                                        |
| 1973      |                        |                        |                                                        |
| 1974      |                        |                        |                                                        |
| 1975      |                        |                        |                                                        |
| 1976      |                        |                        |                                                        |
| 1977      |                        |                        |                                                        |
| 1978      |                        |                        |                                                        |
| 1979-1995 | Concours pas organisés | -                      | -                                                      |
| 1996      | Ibticem Lahmar         |                        | Première dauphine de Miss International 1996           |
| 1997      |                        |                        |                                                        |
| 1998      | Najla Kouniali         |                        | Finaliste de Miss International 1998                   |
| 1999      |                        |                        |                                                        |
| 2000      | Leïla Oualha           | Sfax                   |                                                        |
| 2002      | Amira Thabet           | Tunis                  |                                                        |
| 2003      |                        |                        |                                                        |
| 2004      |                        |                        |                                                        |
| 2005      | Rim El Benna           |                        |                                                        |
| 2006      | Rym Kadri              | Siliana                |                                                        |
| 2007      |                        |                        |                                                        |
| 2008      |                        |                        |                                                        |
| 2009      | Donia Rekik            | Tunis                  |                                                        |
| 2011      |                        |                        |                                                        |
| 2012      |                        |                        |                                                        |
| 2013      | Hiba Telmoudi          | Gabès                  |                                                        |
| 2014      | Wahiba Arres           | Bizerte                |                                                        |
| 2015      | Raouia Jebali          | Jendouba               | Remplacée par Maroua Hani                              |
| 2016      | Emna Abdelhedi         | Sfax                   |                                                        |
| 2017      | Hayfa Ghedir           | Béja                   |                                                        |
| 2019      | Sabrine Khalifa        | Mahdia                 |                                                        |